# Astragalus proximus
Astragalus proximus är en ärtväxtart som först beskrevs av Per Axel Rydberg, och fick sitt nu gällande namn av Elmer Ottis Wooton och Paul Carpenter Standley. Astragalus proximus ingår i släktet vedlar, och familjen ärtväxter. Inga underarter finns listade i Catalogue of Life.